# HD 91504
HD 91504，又名CD-46 6205，SAO 222136、HR 4143，是一颗恒星，视星等为5.02，位于銀經279.8，銀緯9.55，其B1900.0坐标为赤經10h 28m 43.6s，赤緯-46° 9.55′ 18″。